# Tour der australischen Rugby-Union-Nationalmannschaft nach Neuseeland 1946
| Tour der Wallabies nach Neuseeland 1946 | Tour der Wallabies nach Neuseeland 1946 | Tour der Wallabies nach Neuseeland 1946 | Tour der Wallabies nach Neuseeland 1946 | Tour der Wallabies nach Neuseeland 1946 |
| Übersicht                               | S                                       | G                                       | U                                       | N                                       |
| --------------------------------------- | --------------------------------------- | --------------------------------------- | --------------------------------------- | --------------------------------------- |
| Test Matches                            | 03                                      | 0                                       | 0                                       | 3                                       |
| Sonstige Spiele                         | 09                                      | 5                                       | 0                                       | 4                                       |
| Gesamt                                  | 12                                      | 5                                       | 0                                       | 7                                       |
|                                         |                                         |                                         |                                         |                                         |
| Neuseeland                              | 02                                      | 0                                       | 0                                       | 2                                       |
| New Zealand Māori                       | 01                                      | 0                                       | 0                                       | 1                                       |

Die Tour der australischen Rugby-Union-Nationalmannschaft nach Neuseeland 1946 umfasste eine Reihe von Freundschaftsspielen der Wallabies, der Nationalmannschaft Australiens in der Sportart Rugby Union. Das Team reiste im August und September 1946 durch Neuseeland, wobei es zwölf Spiele bestritt. Dazu gehörten zwei Test Matches gegen die All Blacks. Die Gastgeber gewannen beide und verteidigten den Bledisloe Cup. Ein weiteres Spiel gegen die New Zealand Māori zählte ebenfalls als Test Match. Mit insgesamt sieben Niederlagen war die Bilanz für die Australier durchzogen.

## Spielplan
- Hintergrundfarbe grün = Sieg
- Hintergrundfarbe rot = Niederlage

(Test Matches sind grau unterlegt; Ergebnisse aus der Sicht Australiens)
| #  | Datum              | Gegner                                         | Ort          | Stadion            | Ergebnis |
| -- | ------------------ | ---------------------------------------------- | ------------ | ------------------ | -------- |
| 01 | 21. August 1946    | North Auckland Rugby Union                     | Auckland     | Eden Park          | 19:32    |
| 02 | 24. August 1946    | Taranaki & King Country Rugby Football Union   | New Plymouth |                    | 9:8      |
| 03 | 28. August 1946    | Wanganui & Manawatu Rugby Union                | Wanganui     | Cooks Gardens      | 17:15    |
| 04 | 31. August 1946    | Hawke’s Bay & Poverty Bay Rugby Football Union | Napier       | McLean Park        | 19:11    |
| 05 | 04. September 1946 | Seddon Shield Districts                        | Westport     |                    | 14:12    |
| 06 | 07. September 1946 | Canterbury Rugby Football Union                | Christchurch | Lancaster Park     | 11:20    |
| 07 | 11. September 1946 | Hanan Shield Districts                         | Timaru       | Fraser Park        | 9:21     |
| 08 | 14. September 1946 | Neuseeland                                     | Dunedin      | Carisbrook         | 8:31     |
| 09 | 18. September 1946 | Southland Rugby Football Union                 | Invercargill | Rugby Park Stadium | 6:8      |
| 10 | 21. September 1946 | Wellington Rugby Football Union                | Wellington   | Athletic Park      | 16:15    |
| 11 | 25. September 1946 | New Zealand Māori                              | Hamilton     | Rugby Park         | 0:20     |
| 12 | 28. September 1946 | Neuseeland                                     | Auckland     | Eden Park          | 10:14    |

## Test Matches
| 14. September 1946 | Neuseeland                                                                | 31 : 8         | Australien                                   | Carisbrook, Dunedin Zuschauer: 30.000 Schiedsrichter: Arthur Fong (Neuseeland) |
| 14. September 1946 | Versuche: Argus (2) Elliott Finlay Haig Smith White Erhöhungen: Scott (5) | (13:8) Bericht | Versuche: Allan Eastes Erhöhungen: Livermore | Carisbrook, Dunedin Zuschauer: 30.000 Schiedsrichter: Arthur Fong (Neuseeland) |

Aufstellungen:
- Neuseeland: Fred Allen , Walter Argus, Haswell Catley, John Dunn, Ken Elliott, Ron Elvidge, Jack Finlay, Harry Frazer, Jimmy Haig, Maurice McHugh, Patrick Rhind, Bob Scott, John Smith, Roy White, Charles Willocks 
 Auswechselspieler: Jack McRae
- Australien: Trevor Allan, Arthur Buchan, Mick Cremin, William Dawson, Charles Eastes, Phil Hardcastle, Paul Johnson, Alan Livermore, Terry MacBride, Bill McLean , Robert McMaster, Brian Piper, Bernard Schulte, Eric Tweedale, Colin Windon 
 Auswechselspieler: Ernest Freeman, Max Howell

| 25. September 1946 | New Zealand Māori                                                                       | 20 : 0        | Australien | Rugby Park, Hamilton Zuschauer: 20.000 Schiedsrichter: Ashley Griffiths (Neuseeland) |
| 25. September 1946 | Versuche: Gardiner Marriner Penawai P. Smith (2) Erhöhungen: Isaacs Straftritte: Isaacs | (6:0) Bericht |            | Rugby Park, Hamilton Zuschauer: 20.000 Schiedsrichter: Ashley Griffiths (Neuseeland) |

Aufstellungen:
- NZ Māori: Ronald Bryers, Edward Carrington, Monita Delamere, Jack Gardiner, Lance Hohaia, John Isaacs, Tom Kawe, John Marriner, Kingi Matthews, Manahi Penawai , Ike Proctor, Peter Smith, Tipuna Smith, Charles Stirling, Sonny West
- Australien: Trevor Allan, Desmond Bannon, Ernest Freeman, Donald Furness, Bruce Hamilton, Phil Hardcastle, Paul Johnson, Alan Livermore, Terry MacBride, Bill McLean , Robert McMaster, Brian Piper, Bernard Schulte, James Stone, Keith Windon

| 28. September 1946 | Neuseeland                                                 | 14 : 10       | Australien                                      | Eden Park, Auckland Zuschauer: 30.000 Schiedsrichter: Alexander Matheson (Neuseeland) |
| 28. September 1946 | Versuche: Elvidge Erhöhungen: Scott Straftritte: Scott (3) | (8:5) Bericht | Versuche: Eastes MacBride Erhöhungen: Piper (2) | Eden Park, Auckland Zuschauer: 30.000 Schiedsrichter: Alexander Matheson (Neuseeland) |

Aufstellungen:
- Neuseeland: Fred Allen , Walter Argus, Eric Boggs, Alfred Budd, Kenneth Elliott, Ron Elvidge, Harry Frazer, Maurice Goddard, Jimmy Haig, Maurice McHugh, Jack McRae, Patrick Rhind, Bob Scott, Roy White, Charles Willocks
- Australien: Trevor Allan, Arthur Buchan, Cyril Burke, Graham Cooke, Mick Cremin, William Dawson, Charles Eastes, Phil Hardcastle, Terry MacBride, Bill McLean , Robert McMaster, Brian Piper, James Stone, Eric Tweedale, Colin Windon